# El Marginal (série télévisée)
Cet article possède un paronyme, voir Le Marginal.
El Marginal est une série télévisée argentine en 37 épisodes de 52 minutes créée par Sebastián Ortega et Adrián Caetano, réalisée par Luis Ortega. Les trois premières saisons ont été diffusées entre le 2 juin 2016 et le 27 août 2019 sur Televisión Pública Argentina, et les deux dernières en 2022 sur Netflix. Elle remporte 11 prix Tato, récompensant la production télévisée argentine.
En France, les deux premiers épisodes ont été projetés en première internationale lors du Festival Séries Mania en avril 2016 au Forum des images à Paris. La série est diffusée à partir du 26 juin 2017 en France et en Suisse sur Canal+.

## Synopsis
L'ex-policier Miguel Palacios (Juan Minujín) est sorti de sa prison pour entrer dans le pénitencier de San Onofre sous une fausse identité (Pastor Peña). Sa mission est d'infiltrer les prisonniers et surveillants afin de libérer la fille d'un haut magistrat qui y est séquestrée, ce qui lui permettra d'être blanchi.
Après avoir découvert la jeune captive dans une zone isolée de la prison, il réussit à la libérer. Miguel est ensuite trahi et il reste derrière les barreaux comme détenu. Sans témoins qui connaissent sa véritable identité et entouré par des criminels et les pires assassins, Miguel comprend vite que la seule solution pour avoir la vie sauve est de récupérer son identité et de s'évader.

## Distribution
- Juan Minujín - Miguel Palacios / Osvaldo « Pastor » Peña
- Gerardo Romano - Antín
- Martina Gusmán - Emma Molinari
- Claudio Rissi - Mario Borges
- Maite Lanata - Luna Lunati
- Mariano Argento (es) - Cayetano Lunati
- Abel Ayala (es) - Cesar
- Carlos Portaluppi (es) - Morcilla
- Nicolás Furtado - Juan Pablo « Diosito » Borges

## Production

### Casting
La distribution est composée d'acteurs professionnels comme l'acteur principal Juan Minujin et de non acteurs comme Brian Buley qui ne cesse de tourner depuis son apparition dans la série dans le rôle de Pedrito Pedraza. Certains acteurs sont des personnes qui ont fait de la prison en Argentine.

## Épisodes

### Première saison (2016)
Cette première saison est composée de treize épisodes, diffusés entre le 2 juin et le 8 septembre 2016.
1. Rapports de force
2. Intégration
3. Témoin gênant
4. Angoissante liberté
5. Réunion de famille
6. Nouvelle donne
7. Les Origines du mal
8. Règlements de comptes
9. Vengeance cruelle
10. Œil pour œil
11. Situation de crise
12. Nouvelles alliances
13. La Grande Évasion

### Deuxième saison (2018)
Les épisodes, sans titre original, sont numérotés de un à huit, et diffusée du 17 juillet au 4 septembre 2018.

### Troisième saison (2019)
Les épisodes, sans titre original, sont numérotés de un à huit, et diffusée du 9 juillet au 27 août 2019.

### Quatrième saison (2022)
La quatrième saison de huit épisodes a été publiée le 19 janvier 2022 sur Netflix.

### Cinquième saison (2022)
La cinquième et dernière saison de six épisodes a été publiée le 4 mai 2022 sur Netflix.

## Accueil
Grand Prix du festival Séries Mania 2016 présidé par David Chase. Ce prix a été décerné alors que la série n'a pas été diffusée en Argentine.